# Begijnendijk
Begijnendijk là một đô thị ở tỉnh Vlaams-Brabant]]. Đô thị này bao gồm các thị xã Begijnendijk và Betekom. Tại thời điểm ngày 1 tháng 1 năm 2006,  Begijnendijk có tổng dân số 9.400 người. Tổng diện tích là 17,62 km² với mật độ dân số là 534 người trên mỗi km².